# Терміновість
Терміновість (англ. Urgency) — бойовик.

## Сюжет
Повернувшись додому після чергових переговорів з потенційними замовниками, співробітник лос-анджелеської фармацевтичної компанії Тоні Вест виявляє, що його дружина викрадена, а за її благополучне повернення зловмисники вимагають 50,000 доларів протягом півтора годин. Вимушений підкорятися, Тоні вирушає на пошуки грошей, проте незабаром розуміє, що викрадення пов'язане зовсім не з грошима.

## У ролях
- Брайан Остін Грін — Тоні
- Крейг Барнетт — доктор Цефферт
- Шон Т. Бенжамін — Гарнетт
- Лучана Карро — Софія
- Кіра Кессел — Дженет
- Джон Колтон — Едвард
- Джеффрі Комбс — Самнер
- Ларрі Ханес — Ульсан